# 크노르

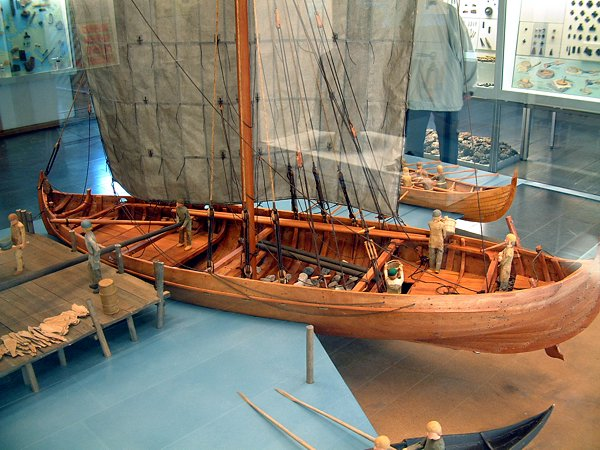

크노르(고대 노르드어: knǫrr), 복수형 크네리르(고대 노르드어: knerrir)는 노르드인들의 상선이다. 드레카르, 카르베, 파에링과 마찬가지로 겹판식으로 만들었다.